# Kalinovszky Dezső
Kalinovszky Dezső (Kolozsvár, 1933. június 6. – Kolozsvár, 2009. december 19.) romániai magyar szakmérnök, író, újságíró.

## Életútja
Elvégezte szülővárosában a Villamosipari Középiskolát (1951), az ogyesszai Hidrotechnikai Intézetben szakmérnöki diplomát szerzett (1956). A békási vízerőműnél dolgozott (1956), a Bolyai Tudományegyetem műszaki osztályvezetője (1958), az Igazság napilap művelődési és gazdasági rovatvezetője (1959–68), majd a kolozsvári rádióstúdió belső munkatársaként előbb a gazdasági, később a tudományos rovat szerkesztője; itt szatíráival és humoreszkjeivel önálló irodalmi műsorban is jelentkezett.
Első írását az Igazság közölte (1957), főleg humoros jellegű írásai itt s az Utunk, Dolgozó Nő, Napsugár hasábjain jelentek meg.
Az 1989-es fordulat után a Szabadság munkatársa volt.

## Kötetei
- A pokoli pulóver és más ördöngősségek; Dácia, Kolozsvár, 1972
- Szemenszedett igazság. Karcolatok, humoreszkek; Dacia, Kolozsvár-Napoca, 1975
- Graffitik a szabadság oldal-faláról; Minerva Művelődési Egyesület, Kolozsvár, 2003[2]